# Skorpion cesarski

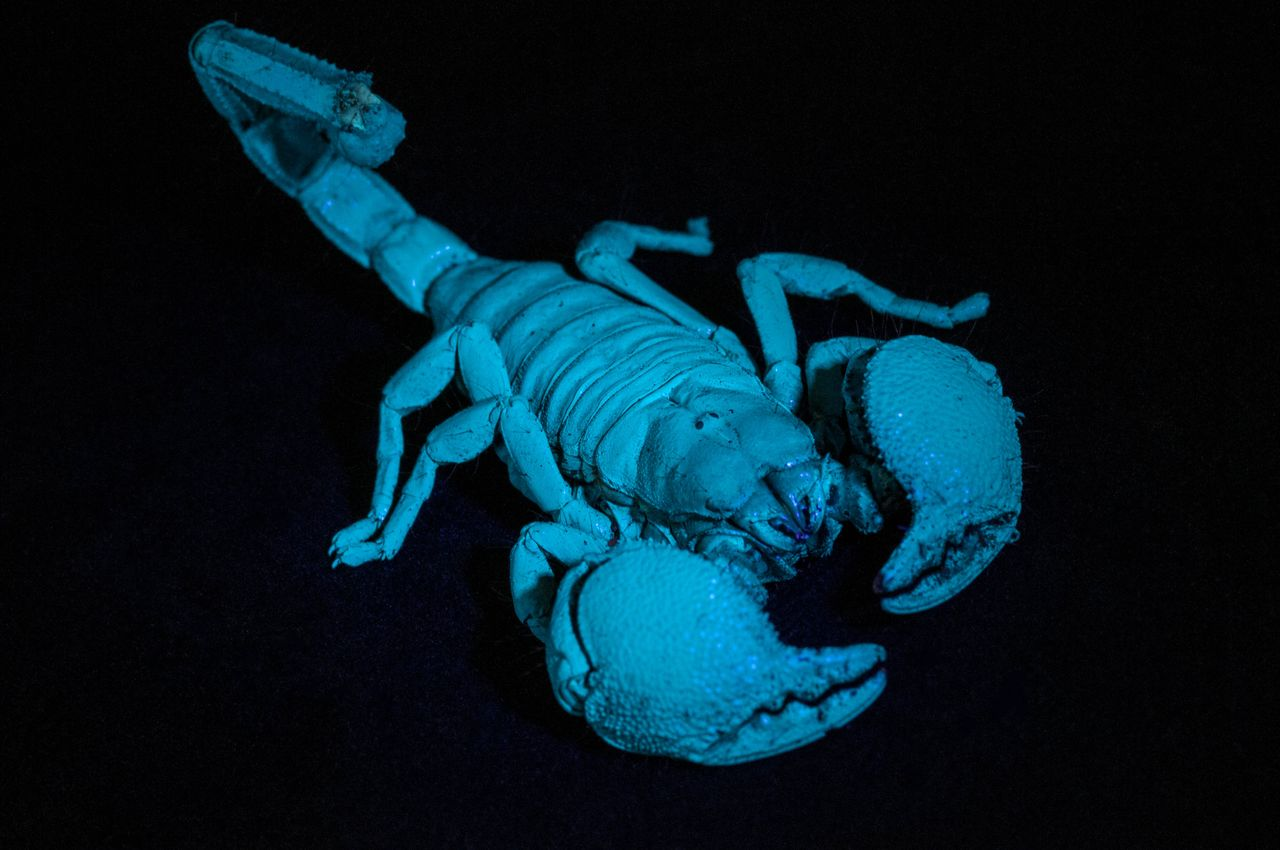
Skorpiony cesarskie fluoryzują w świetle UV.

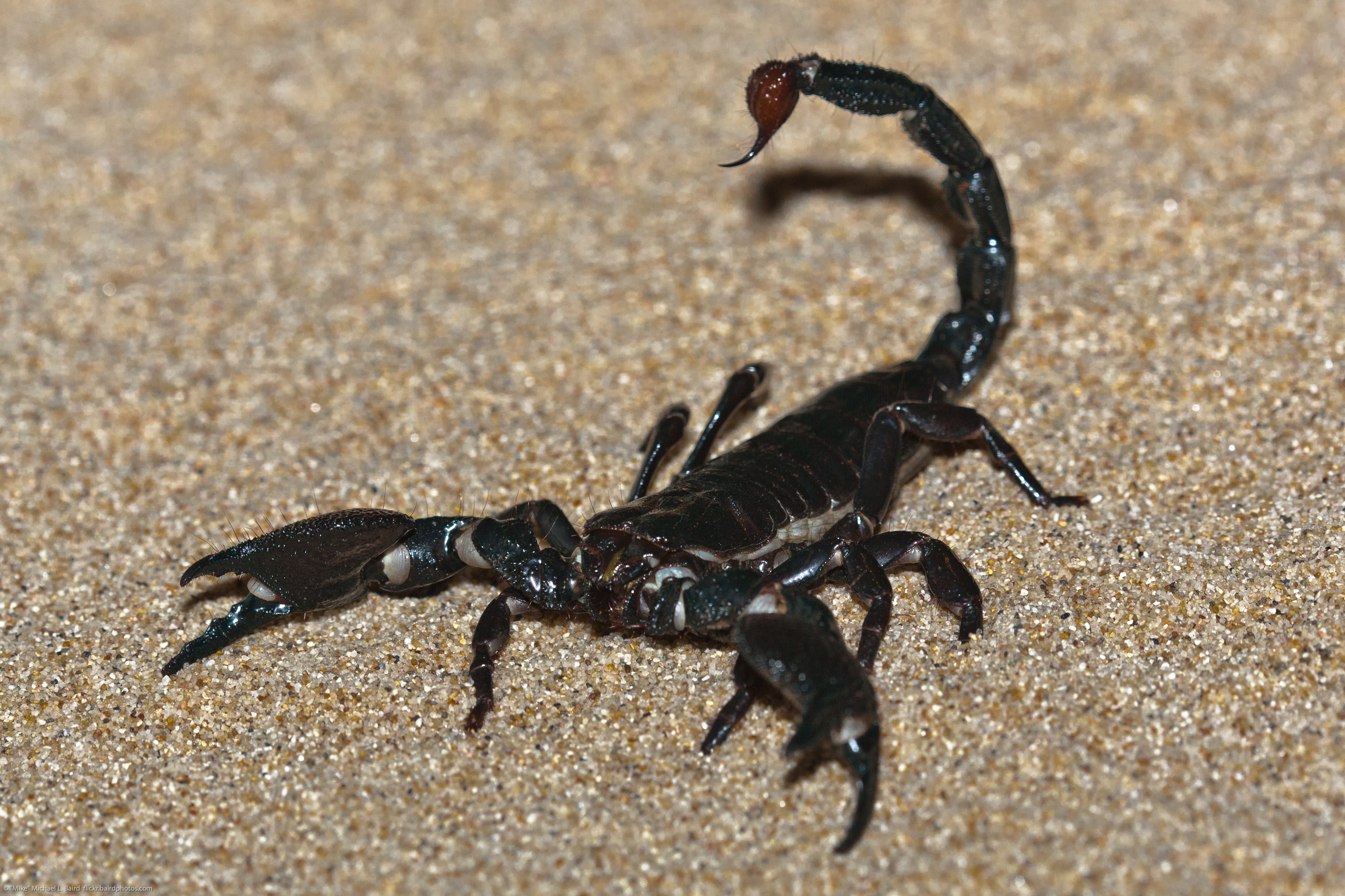
Skorpion cesarski na piasku.

Skorpion cesarski (Pandinus imperator) – gatunek skorpiona zamieszkujący lasy tropikalne Afryki (Kotlina Konga, Ghana, Nigeria).
Jeden z największych skorpionów świata – jego długość dochodzi do 23 cm. Duże oraz masywne szczypce, z łatwością przecinają skórę. Rzadko używa kolca jadowego.
Skorpiony bardzo popularne w hodowlach z racji ich słabego jadu, łagodności i małych wymagań. Należy do rodziny Scorpionidae.
W ubarwieniu przeważa kolor czarny, występuje również kolor granatowy (w zależności od kąta padania światła).
Pancerz, podobnie jak wszystkich innych skorpionów, fluoryzuje w świetle UV.
Łatwy w rozmnażaniu. Przed kopulacją skorpiony należy nakarmić. Wylęg (do 15-25 młodych) następuje, w zależności od warunków, po około 7-14 miesiącach, (są jajożyworodne).
Skorpion ten może dożyć do wieku 13 lat, jednak przeciętnie żyje ok. 8-10 lat.
Jest dosyć spokojny, ale jak każdy skorpion niebezpieczny. Jad jest szkodliwy w przypadku alergika.
Gatunek objęty Konwencją Waszyngtońską – CITES (Załącznik II) oraz ochroną na podstawie rozporządzenia Rady WE nr 338/97 (Aneks B).